# Luka Tudor
Luka Nicola Tudor (Santiago de Chile, 21 februari 1969) is een voormalig profvoetballer uit Chili, die speelde als aanvaller.

## Clubcarrière
Tudor speelde clubvoetbal in Chili, Zwitserland, Argentinië en Spanje. Hij beëindigde zijn loopbaan in 1997. Tudor is houder van een opmerkelijk Chileens record; hij scoorde op 21 november 1993 zeven keer namens Universidad Católica in de competitiewedstrijd tegen CD Antofagasta (8-3).

## Interlandcarrière
Tudor speelde twaalf officiële interlands voor Chili in de periode 1988-1995, en scoorde drie keer voor de nationale ploeg, waaronder twee keer vanaf de strafschopstip. Hij maakte zijn debuut in de vriendschappelijke uitwedstrijd tegen Peru (1-1) op 23 november 1988 in Lima. Tudor nam met Chili deel aan de strijd om de Copa América 1989.
| Interlanddoelpunten | Interlanddoelpunten | Interlanddoelpunten | Interlanddoelpunten   | Interlanddoelpunten | Interlanddoelpunten | Interlanddoelpunten | Interlanddoelpunten |
| #                   | Datum               | Locatie             | Wedstrijd             | Goal(s)             | Score               | Uitslag             | Wedstrijd           |
| ------------------- | ------------------- | ------------------- | --------------------- | ------------------- | ------------------- | ------------------- | ------------------- |
| 1                   | 25/07/1989          | Arica               | Chili – Peru          | 42'                 | 1 – 0               | 2 – 1               | Oefeninterland      |
| 2                   | 26/03/1994          | Riyad               | Saoedi-Arabië – Chili | 18' (pen.)          | 0 – 1               | 0 – 2               | Oefeninterland      |
| 3                   | 21/09/1994          | Santiago            | Chili – Bolivia       | 56' (pen.)          | 1 – 1               | 1 – 2               | Oefeninterland      |

## Erelijst
Universidad Católica
- Primera División

1987
- Copa Chile

1995
 FC Sion
- Zwitserse voetbalbeker

1991
 Newell's Old Boys
- Primera División

1992
 Colo-Colo
- Primera División

1997 [C]